# Malekula jezici iz unutrašnjosti
Malekula jezici iz unutrašnjosti (malekula interior jezici), jedna od tri glavne grane sjevernih i centralnih vanuatskih jezika, ostale dvije su istočni santo jezici i sjeveroistočnovanuatski-banks jezici.
Sastoji se od tri ogranka sa (12) jezika, to su:
a. Labo (1): labo [mwi]
b. Malekula Centralni (8), katbol [tmb], larevat [lrv], lingarak [lgk], litzlitz [lzl], Maragus [mrs], big nambas [nmb], nasarian [nvh], vinmavis [vnm].
c. Small Nambas (3): dixon reef [dix], letemboi [nms], repanbitip [rpn]

## Vanjske poveznice
- Ethnologue (14th)
- Ethnologue (15th)